# 150 High Street

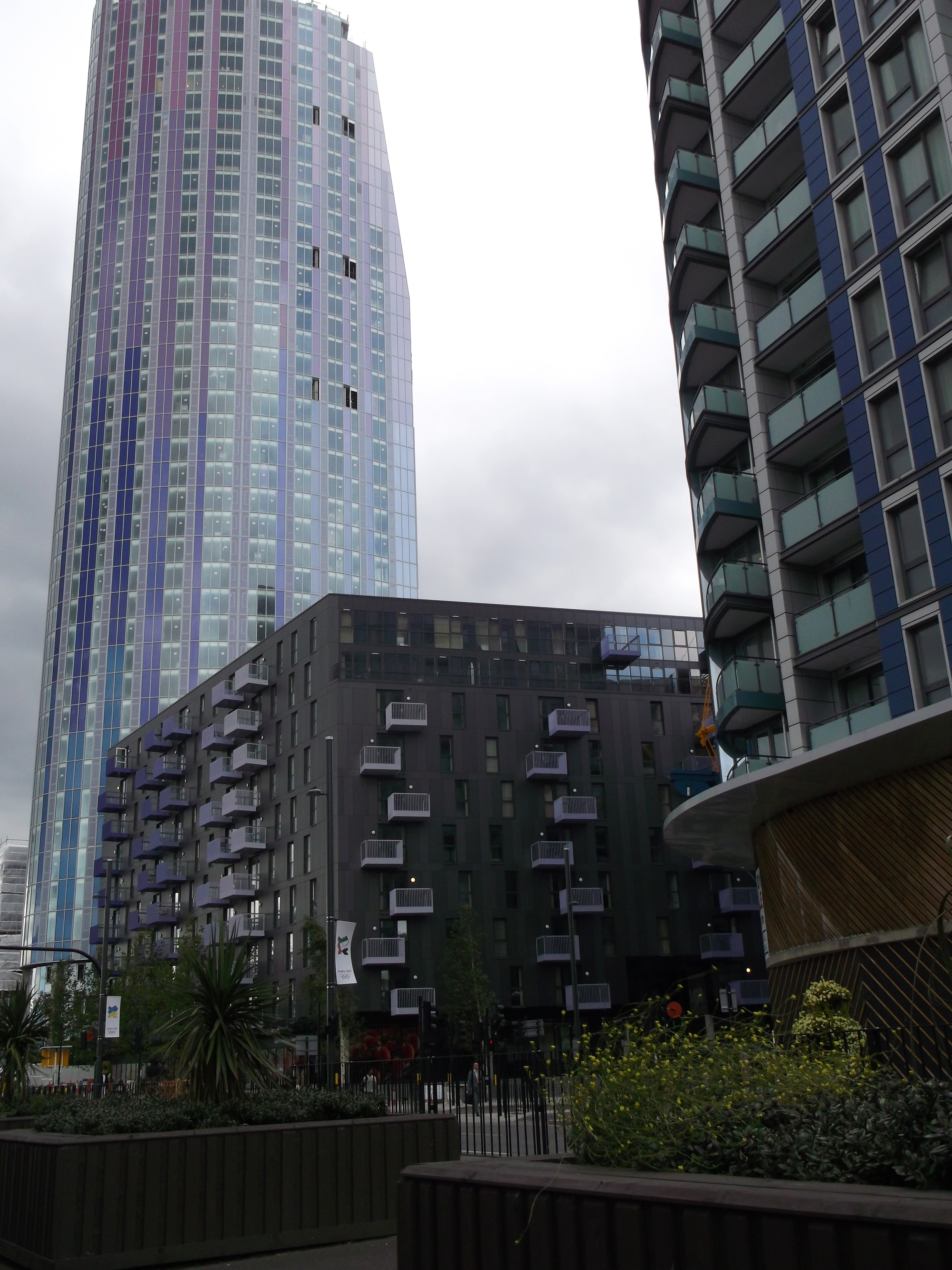
150 High Street no distrito de Stratford à esquerda.

150 High Street é uma torre residencial de 43 andares em Stratford, concluída em 2013 e mais conhecida como Stratford Halo. No ano de 2014, o edifício foi considerado o 23º maior de Londres.
O jornal The Guardian inclui-o na lista de Horror storeys: the 10 worst London skyscrapers no mesmo ano.